# Xã Aetna, Quận Logan, Illinois
Xã Aetna (tiếng Anh: Aetna Township) là một xã thuộc quận Logan, tiểu bang Illinois, Hoa Kỳ. Năm 2010, dân số của xã này là 535 người.